# Cantón de Sournia
El cantón de Sournia era una división administrativa francesa, que estaba situada en el departamento de Pirineos Orientales y la región de Languedoc-Rosellón.

## Composición
El cantón estaba formado por once comunas:
- Arboussols
- Campoussy
- Felluns
- Le Vivier
- Pézilla-de-Conflent
- Prats-de-Sournia
- Rabouillet
- Sournia
- Tarerach
- Trévillach
- Trilla

## Supresión del cantón de Sournia
En aplicación del Decreto n.º 2014-262 de 26 de febrero de 2014, el cantón de Sournia fue suprimido el 22 de marzo de 2015 y sus 11 comunas pasaron a formar parte del nuevo cantón de Valle del Agly.